# Кинематографија Грчке
Кинематографија Грчке има дугу и богату историју. Иако је повремено пореметио рат или политичка нестабилност, грчка филмска индустрија доминира на домаћем тржишту и искусила је међународни успех. Карактеристике грчке кинематографије укључују динамичан заплет, снажан развој карактера и еротске теме. Два грчка филма Нестали (1982) и Вечност и један дан (1998) су освојила Златну палму на Канском филмском фестивалу. Пет грчких филмова било је номиновано за Оскара за најбољи филм на страном језику.
Иако је грчка кинематографија порасла почетком 1900-их година, први зрели филмови нису произведени све до 1920-их, након завршетка грчко-турског рата. Филмови током овог периода, као што су "Астеро" (1929) Димитриса Газиадиса и "Мариа Пентагиотиса" (1929) од Ахилеа Мадраса, биле су емоционалне мелодраме са много фолклорних елемената. Филм Орестиса Ласкоса Дафне и Хлоја (1931), један је од првих грчких филмова који је приказан у иностранству, и садржао је прву воајеристичке наге сцене у европском филму. Током окупације Грчке, грчка филмска индустрија се борила јер је била присиљена да се премести у иностранство.
Након грчког грађанског рата, грчка кинематографија је доживела пеориод оживљавања. Инспирисани италијанским неореализмом, режисери као што су Јоргос Григориу и Стелиос Татасопулос створили су филмове током овог периода који су снимљени на различитим локацијама где су играли непрофесионални глумаци. Током педесетих и шездесетих година 20. века, грчка кинематографија је доживела златно доба, почевши од Михалиса Какојаниса филмом Стела  (1955), који је приказан 1955. године на Канском филмском фестивалу. Филм Никад недељом 1960. године номинован је за пет Оскара, а главна глумица Мелина Меркури освојила је награду за најбољу глумицу на Канском фестивалу. Какојанисев " Грк Зорба '' (1964) освојио је три награде Оскара.
Политиком цензуре након диктатуре пуковника и растуће иностране конкуренције, довели су до пада грчке кинематографије. После рестаурације демократије средином седамдесетих, грчка кинематографија је поново процветала, на челу са режисером Теодоросом Ангелопулосом, чији су филмови често добијали међународне награде. Међутим, кретање према уметничкој кинематографији осамдесетих година довело је до пада публике. Деведесетих година, млађи грчки режисери почели су да експериментишу са иконографским мотивима. Упркос питању финансирања кинематографије, која је створила економска криза 1999. године, јединствени грчки филмови попут  Очњака  (2009) Јоргоса Лантимоса и  Атенберга  (2010) Атине Рахил Цангари добили су међународно признање.

## Историја грчке кинематографије

### Порекло
У пролеће 1897. године, Атињани су гледали прве филмске подухвате (то су били кратки филмови у "вестима"). Године 1906. настала је грчка кинематографија
када су Браћа Манаки почели да снимају у Егејској Македонији, а француски филмски стваралац "Леонс" режирао први извештај са незваничних Олимпијских игара 1906. године.
Први биоскоп у Атини је отворен годину дана касније, а друге посебне "пројекцијске собе" започеле су своју делатност. У периоду 1910—11. године, први краткометражне комедије је режирао Спирос Димитракопулос, који је такође глумио у већини својих филмова. 1911. Костас Бахаторис представио је Голфо (грч. Γκολφω), познату традиционалну љубавну причу, која се сматра првим грчким дугометражним филмом. Године 1912. основана је прва филмска компанија (Атина Филм), а 1916. Асти Филм.
Током Првог светског рата, продукција је била ограничена само на документарце и информативне емисије. Режисери као што су Јоргос Прокопиу и Димитрис Газиадис разликују се од других јер су режирали снимања сцена са бојног поља, током грчко-турског рата 1922. године.
Први успешни комерцијални грчки филм био је  Вилар у женским купатилима Фалироа ( Ο Βιλλαρ στα γυναικεια λουτρα του Φαληρου ), који је написао, режирао и глумио комичар Вилар (Николаос Сфакианакис) заједно са Нитса Пхилософу. Године 1924. Михаел Михаел (1895—1944), грчки комичар, представио је неке краткометражне комедије.
Године 1926. Газиадис је основао "Даг Филмс" и покушао је да направи први звучни филм. Ова компанија представила је 1927. године свој први филм Љубав и таласи и доживела умерени успех крајем двадесетих и почетком 1930-их. Компанија је углавном режирала историјске филмове, обично адаптације романа. Године 1930. Даг је режирао звучни филм Апачи Атине, који је заснован на грчкој оперети. Газиадис је такође снимао на Делфијском фестивалу 1927. године, идеју о Ангелосу Сикелианосу, уз подршку своје супруге, као део својих опших напора за оживљавање "Делфијске идеје".
Филм Дафне и Хлоја (1931) у режији Орестиса Ласкоса (1908—1992) садржи прву воајеристичку нагу сцену у историји европског филма; то је био и први грчки филм који је одигран у иностранству. Године 1932. Олимпиа Филмс представио је филм  Љубитељ шампањца  ( Ο αγαπητικος της βοσκοπουλας ), који је заснован на драми Димитриса Коромиласа. Током овог периода, такође је био утицајан и режисер Ахилес Мадрас, чији су радови били Мариа Пентагиотис (1929) и Чаробњак Атине (1931).
Током касних тридесетих година, велики број грчких филмских стваралаца напустило је Грчку због политичког режима 1936. године. Грчка кинематографија је поново кренула да се дешава у Турској, а касније и у Египату. Упркос немачкој окупацији током Другог светског рата, Филомин Финос, филмски продуцент који је био активан током Грчког отпора, отворио је Финос Филмс 1942. године, који ће касније постати један од најкомерцијалнијих успешних грчких студија. Једна од најстаријих продукција Финоса,  Глас срца  ( Η φωνη της καρδιας ) (1943, режија Димитрис Јанопулос), привукла је велику публику, на збуњеност Немаца. Још један важан филм током овог периода био је  Аплауз  ( Χειροκροτηματα ) (1944, режија Јоргос Цавелас, продуцирао је Финосов супарник, Новак Филмс. 
Године 1944. Катина Паксину је освојила награду Оскара за најбољу помоћну глумицу за улогу "Пилар" у филму Сема Вуда За ким звоно звони.

### Златно доба
1950-е и 1960-е многи сматрају "златним добом" грчке кинематографије. Режисери и глумци ове ере били су препознати као важне историјске личности у Грчкој, а неки су стекли и међународно признање: Михалис Какојанис, Алекос Сакелариос, Мелина Меркури, Никос Цифорос, Јаковос Камбанелис, Катина Паксину, Никос Кундурос, Ели Ламбети и Ирена Папас. Снимљено је више од шездесет филмова годишње, а већина је означена као Филм ноар. Значајни филмови били су: Фалсификовани новчић (Ηλεκτικη λιρα), 1955. у режији Јоргоса Цавеласа, Горак хлеб (Πικρο Ψωμι), 1951, режија Григорис Григориу и Огре из Атине (Δρακος), 1956, режија Никос Кундоурос.
Финос филм и режисер Алекос Сакелариос су сарађивали на неколико филмова крајем 1950-их година, и то на Хурди-Гурди ( Φτωχεια και Φιλοτιμο , 1955 ) и његовом наставаку Латерна ( Латтерна , 1958), као и Тетка из Чикага ( Η Θεια απο το Σικαγο , 1957) и Маиденов образ ( Το ξυλο βγηκε απο τον Παραδεισο , 1959).
Филм из 1955. године Стела, у режији Михалиса Какојаниса и сценаристе Јакова Камбанелиса, приказан је у Кану и покренуо грчку кинематографију у своје "златно доба"  Мелина Меркури, која је глумила у филму, срела се са америчким режисером Џулсом Дасином у Кану, док су били на пројекцији филма и за њега се на крају и удала. Дасин је режирао грчки филм из 1960. године, Никада недељом, у коме је глумила Меркури. Филм је номинован за неколико награда Оскара, укључујући номинацију за најбољу глумицу за Меркури, и освојио је Оскара за најбољу оригиналну песму за насловну композицију композитора Маноса Хадзидакиса. Пар је такође сарађивао на адаптацији музичке сцене из 1967. године, Илија драга, за коју је Меркури номинована за Тони награду. Наступала је у филмовима као што су Топкапи и Федра, које је режирао Дасин и у америчкој комедији из 1969. године, Весело, Весело.
Какојанисев филм из 1964. године, Грк Зорба, у коме је глумио Ентони Квин, имао је велики комерцијални успех и номинован је Оскара за најбољу режију, најбољи адаптирани сценарио и најбољи филм. Филм је заснован по роману "Грк Зорба", писца Никоса Казанцакиса. Други важни филмови током овог периода су Антигона (1961) и Електра (1962) где је у оба филма глумила Ирена Папас, филм Црвене лампе (1963) од стране режисера Василиса Георгиадиса и Бојно поље Константинопољ (1970), у коме је глумила "Грчка Брижит Бардо", "Алики Вугиуклаки.
Солунски међународни филмски фестивал је први пут одржан 1960. године и касније се развио у примарну изложбу за нове филмске ствараоце из Грчке и са региона Балкана. Фестивал приказује и међународне и грчке филмове и награђује најбоље са наградом "Златног Александра" за најбољи играни филм.
Године 1969, филм Косте Гавраса "З" номинован је за Оскара за награду за најбољи филм и награду за најбољи филм на страном језику.

### Модерни период и кинематографија финансирана од стране државе
Продукција грчких филмова порасла је након пада диктатуре средином седамдесетих година 20. века, мада се индустрија борила са страном конкуренцијом и порастом телевизије. Филм Михалиса Какојаниса из 1977. године, Ифигенија, номинован је за Оскара за најбољи филм на страном језику. Током седамдесетих и осамдесетих година 20. века Теодорос Ангелопулос режирао је серију критички признатих филмова, међу њима и Путујући глумци (1975), Ловци (1977) и Путовање до Сита (1984). Његов филм Вечност и један дан освојио је Златну палму и Награду екуменског жирија 1998. године на Канском филмском фестивалу. Филм Косте Гавраса  Нестали  освојио је Златну палму 1982. године на Канском филмском фестивалу. Филмски режисер Костас Ферис 1983, освојио је награду "Сребрни медвед" на Берлинском филмском фестивалу за филм  Рембетико.
Када је 1981. године изабрана за власт левица ПАСОК, глумица Мелина Меркури, која је била и члан странке, именована је за министра културе. Као министар, добила је подршку владе за грчку филмску индустрију и умрежила се са многима како би промовисала грчку кинематографију у иностранству. Повећање владиних средстава довело је до превладавања споријих, уметничких филмова, којима је недостала масовна промоција.
Почетком деведесетих година, млађи редитељи су се окренули ка савременим филмовима и социјалним сатирима, што је допринело умереном комерцијалном успеху. Године 1999, писци ТВ серија Михалис Репас и Танасис Папатанасиу, сарађујући са савременим познатим глумцима, направили су сексуалну комедију Сигуран секс, који је био најуспешнији филм деценије.
Године 1998, Василис Мазоменос са филмом Новац, митологија таме, створио је први европски футуристички 3Д анимацијски филм, визуелни есеј о утицају новца на човечанство. Филм је добио признање и у Грчкој и у иностранству, номинован је за Награду Европске Фантазије 1999. године и освојио исте године посебну награду жирија у Фантаспорто филмском фестивалу. Познат по уметничком експериментисању и утицајима раног немачког експресионизма, Мазоменос је касније развио другачију причу у својим филмовима Кривица (2009) и 10. дан ( 2012). Његов најновији филм Линије  (2016), који се фокусира на седам особа које трпе у економској кризи која је уништила Грчку, стекао је критичка и фестивалска признања.
Године 2003., филм Додир зачина, филм великог буџета режисера Тасоса Булметиса, био је најуспешнији филм године у Грчкој по заради, зарадивши више од 12 милиона евра. 2004. је такође била добра година за грчке филмове, са филмовима Пантелиса Вулгариса Невесте (2004) који је окупио више од милион гледалаца и зарадио преко 7 милиона на благајнама. У 2007. најуспешнији филм био је Ел Греко, режија Јанис Смарагдис.
Године 2009.  Очњак , у режији Јоргоса Лантимоса, освојио посебну награду на Канском филмском фестивалу, а 2011. године номинован је за Оскара за најбољи филм на страном језику  Године 2010 филм Атенберг, у режији Атине Рахил Цангари, освојио је награду за најбољу глумицу (Аријана Лабед) на Венецијанском филмском фестивалу. Године 2011. филм Алпс освојио је Осела награду за најбољи сценарио (Јоргос Лантимос и Ефтимиус Филипу) на 68. Венецијанском филмском фестивалу. Очњак, Атенберг и Алпс су део оног што неки филмски критичари, укључујући Стива Росеа у Гардијану, назвали "Грчким чудесним таласом", који укључује филмове са опседнутом кинематографијом, отуђеним протагонистима и апсурдистичким дијалогом. Други филмови који су део овог таласа су Стрела (2009) (Паноса Кутраса) и Книфер (2010) (Јаниса Економидеса). .
Током 2011. године снимљено је само двадесет играних филмова.
Године 2013. филм Госпођица Насиље , у режији Александроса Арванаса освојио је награду "Сребрни лав" за најбољег режисера на 70. филмском фестивалу у Венецији. Петар Бредшо упоредио је филм са претходно поменутим, рекавши да "(очигледно) нема хумора у филмовима Јоргоса Лантимоса и Атине Рахил Цангари и немају инвентивности. Али у његов утицај не може се сумња." 

## Значајни филмови
- 1914 Голфо, Константинос Бахаторис (први грчки играни филм)
- 1927  Ерос и таласи , Димитрис Газиадис
- 1930  Афродита Атине , Димитрис Газиадис
- 1931  Дафне и Хлоја , Орестис Ласкос
- 1944  Хироколик , Јоргос Цавелас
- 1948  Немци поново ударају , Алекос Сакелариос, глуми Василис Логотетидис
- 1950  Пијанца , Јоргос Цавелас, глуми Орестис Макрис
- 1951  Гладак хлеб , Григорис Григориу
- 1954  Госпођице године К9 , Алекос Сакелариос
- 1955  Стела , Михалис Какојанис, глуми Мелина Меркури
- 1955  Латерна, сиромаштво и филозофија , Алекос Сакелариос
- 1955  Фалсификовани новчић , Јоргос Цавелас
- 1956  Танасакис је политичар , Алекос Сакелариос
- 1956  Аце стадиона , Василис Георгиадис
- 1956  Огре из Атине , Никос Кундурос, глуми Динос Илиопулос
- 1956  Девојка у црном , Михалис Какојанис, глуми Елие Ламбети
- 1956  Девојка са Крфа , Јанис Петропоулакис, глуми Рена Влахопулу (први филм у боји)
- 1957  Тетка из Чикага' ', Алекос Сакелариос
- 1959  Астеро , Динос Илиопулос
- 1959  Стоурнара 288 , Динос Илиопулос
- 1959  Елиас 16. , Алекос Сакелариос, глуми Костас Хајихристос
- 1960  Мадалена , Динос Димопоулос, глуми Алики Вугиуклаки
- 1960  Никада у недељу , Џулс Дасин
- 1960  Криминал у позадини , Динос Катсуридис
- 1961  Антигона , Јорге Цавелас
- 1961  Алиса у морнарици , Алекос Сакелариос
- 1961  Тешко младима , Алекос Сакелариос, глуми Димитрис Хорн
- 1962  Закон 4000 , Јанис Далианидис
- 1962  Електра , Михалис Какојанис
- 1962  Славно небо , Такис Канелопулос
- 1963  Младе Афродите , Никос Кундоурос
- 1963  Црвене лампе , Василис Георгиадис
- 1964  Грк Зорба , Михалис Какојанис
- 1965  И жена ће повести свог мужа , Јоргос Цавелас
- 1966  Крв на земљи, Василис Георгиадис
- 1967  Даме у дворишту , Динос Димопоулос
- 1968  Девојке на сунцу , Василис Георгиадис
- 1970  Бојно поље Константинопољ , Никос Фосцолос
- 1971  Шта си радио у рату, Танаси? , Динос Кацуридис, глуми Танасис Вегос
- 1971  Евдокија , Алекис Дамианос
- 1971  Тројанске жене , Михалис Какојанис
- 1975  Путујући играчи , Тео Ангелопулос
- 1977  Ифигенија , Михалис Какојанис
- 1983  Рембетико , Костас Ферис
- 1985  Камене године , Пантелис Вулгарис
- 1991  Страшан корак роде , Тео Ангелопулос, глуми Марчело Мастроиани
- 1995  Улисесов поглед , Тео Ангелопулос
- 1998  Вечност и један дан]] , Тео Ангелопулос
- 1998  Сигуран секс
- 1998  Новац, митологија таме , Василис Мазоменос
- 2003  Додир зачина , Тасос Булметис
- 2004  Невесте , Пантелис Вулгарис
- 2006  Ураниа , Костас Капакас
- 2007  Ел Греко , Јанис Смарагдис
- 2009  Очњак , Јоргос Лантимос
- 2009  Кривица , Василис Мазоменос
- 2010  Атенберг , Атина Рахил Цангари
- 2011  Алпс , Јоргос Лантимос
- 2012  10. дан , Василис Мазоменос
- 2013  Мала Енглеска , Пантелис Вулгарис
- 2016  Линије , Василис Мазоменос

## Значајни мјузикли
- 1954  Срећни почетак , Динос Димопоулос
- 1959  Добро јутро у Атини , Григорис Григориу
- 1963  Неки више воле хладно , Јанис Далианидис
- 1965  Девојке за љубљење , Јанис Далианидис
- 1967  Плаве перле , Јанис Далианидис

## Дистрибуцијске компаније и студији за снимање филмова

### У прошлости
- Атина Филм
- Асти Филмс
- Даг Филмс
- Астра Филм
- Иро Филмс
- Алрополис Филмс
- Олимпиа Филмс
- Анзервос
- Партенон Филм
- Клак Филм
- Марта Филмс
- Милас Филм

### Садашње
- Финос Филмс (управља сопственим студијима), коју је основао Филопемен Финос
- Карагианис Карацопулос
- Новак Филмс (управља сопственим студијама)
- Мадбок Ентертаинмент (управља сопственим студијама)
- Вилаге Филмс Хелас
- Синеграм
- Одеон Хелас
- Направите филм у Грчкој - медијске продукције
- ЦЛ продукције
- Аудиовизуелни (највећи дистрибутер)
- Караманос Студио (највећи студији у Грчкој)
- Хорме слике

### Продуценти
- Филопемен Финос
- Продромос Меравидис
- Клеархос Конициотис

## Познате личности

### Режисери
| - Теодорос Ангелопулос - Михалис Какојанис - Георге Косматос - Никос Дадирас - Јанис Далианидис - Алекис Дамианос - Динос Димопоулос - Костас Ферис - Никос Фосцолос - Коста Гаврас - Василис Георгиадис - Константин Јанарис - Григорис Григориу - Такис Канелопулос - Костас Капакас - Динос Катсуридис - Костас Карагианис - Никос Кундурос - Јоргос Лантимос - Орестис Ласкос | - Ахилес Мадрас - Костас Манусакис - Никос Масторакис - Василис Мазоменос - Продромос Меравидис - Никос Николаидис - Никос Панагиотопулос - Никос Перакис - Василис Фотопулос - Мариа Плита - Алекос Сакелариос - Јанис Смарагдис - Атина Рахил Цангари - Стелиос Татасопулос - Јоргос Цавелас - Танасис Вегос - Такис Вугиуклакис - Пантелис Вулгарис |  |

### Сценаристи
- Ефтимис Филипу
- Никос Фосцолос
- Христос Јанакопулос
- Јаковос Камбанелис
- Танос Леивадитис
- Петрос Маркарис
- Јоргос Икономидис
- Костас Претентерис
- Димитрис Псатас
- Алекос Сакелариос
- Мимис Трефорос
- Никос Цифорос

### Глумци
| - Алекос Алекандракис - Кивеле Андриану - Беата Асимакопулу - Василис Авлонитис - Андреас Баркулис - Јоргос Ксорафас - Василис Диамантопулос - Лаврентис Дианелос - Костас Дукас - Христос Ефтимиу - Алберто Ескенази - Хронис Екархакос - Петрос Филипидис - Спирос Фокас - Ана Фонсу - Мимис Фотопулос - Јоргос Фунтас - Петрос Фисун - Јоргос Гаврилидис - Катерина Гогу - Костас Хајихристос - Димитрис Хорн - Динос Илиопулос - Ксениа Калогеропулу - Костас Карас - Спирос Калогиру - Марта Карагиани - Џени Карези - Манос Катракис - Тасо Кавадиа - Костас Казакос - Јоргос Кимулис - Хари Клин - Ламброс Константарас - Јоргос Константину - Маро Конту - Марика Котопули - Никос Куркулос - Марика Кревата - Елие Ламбети - Зое Ласкари - Стефанос Линаиос - Илиа Ливику - Василис Логотетидис | - Орестис Макрис - Гели Мавропулу - Мелина Меркури - Алекис Минотис - Сотирис Мустакас - Елена Натанаел - Кристофорос Незер - Марика Незер - Сапфо Нотара - Јоргос Икономидис - Антонис Пападопулос - Јанис Пападопулос - Димитрис Папамихел - Ирена Папас - Дионисис Папаианопулос - Ставрос Паравас - Катина Паксину - Костас Прекас - Вангелис Протопапас - Никос Ризос - Ивона Сансон - Жорж Сари - Димос Старениос - Никос Ставридис - Смаро Стефанидоу - Стефанос Стратигос - Ана Синодину - Христос Цаганеас - Василис Цивиликас - Алекос Цанетакос - Нора Валсами - Титос Вандис - Георгиа Василиаду - Емилиос Веакис - Танасис Вегос - Софиа Вембо - Рена Влахопулу - Јанис Воглис - Алики Вугиуклаки - Костас Вуцас - Сперанца Врана - Елени Зафириу - Пантелис Зервос |  |

### Директори фотографије
- Јоргос Арванитис
- Костас Маргаритис
- Андреас Синанос

### Сценографи
- Јоргос Анемогианис
- Мариос Ангелопулос
- Василис Фотопулос
- Јанис Царухис

### Филмски композитори
- Костас Јанидис
- Манос Хадзидакис
- Костас Капнисис
- Елени Караиндру
- Јоргос Кацарос
- Лукианос Келедонис
- Манос Лоизос
- Јанис Маркопулос
- Такис Моракис
- Јоргос Музакис
- Вангелис
- Мимис Плесас
- Михалис Суиоул
- Стаматис Спаноудакис
- Микис Теодоракис
- Ставрос Ксарцакос
- Јоргос Замбетас